# Eurema lombokiana
Eurema lombokiana is een vlindersoort uit de familie van de Pieridae (witjes), onderfamilie Coliadinae.
Eurema lombokiana werd in 1897 beschreven door Fruhstorfer.